# Triple-doble

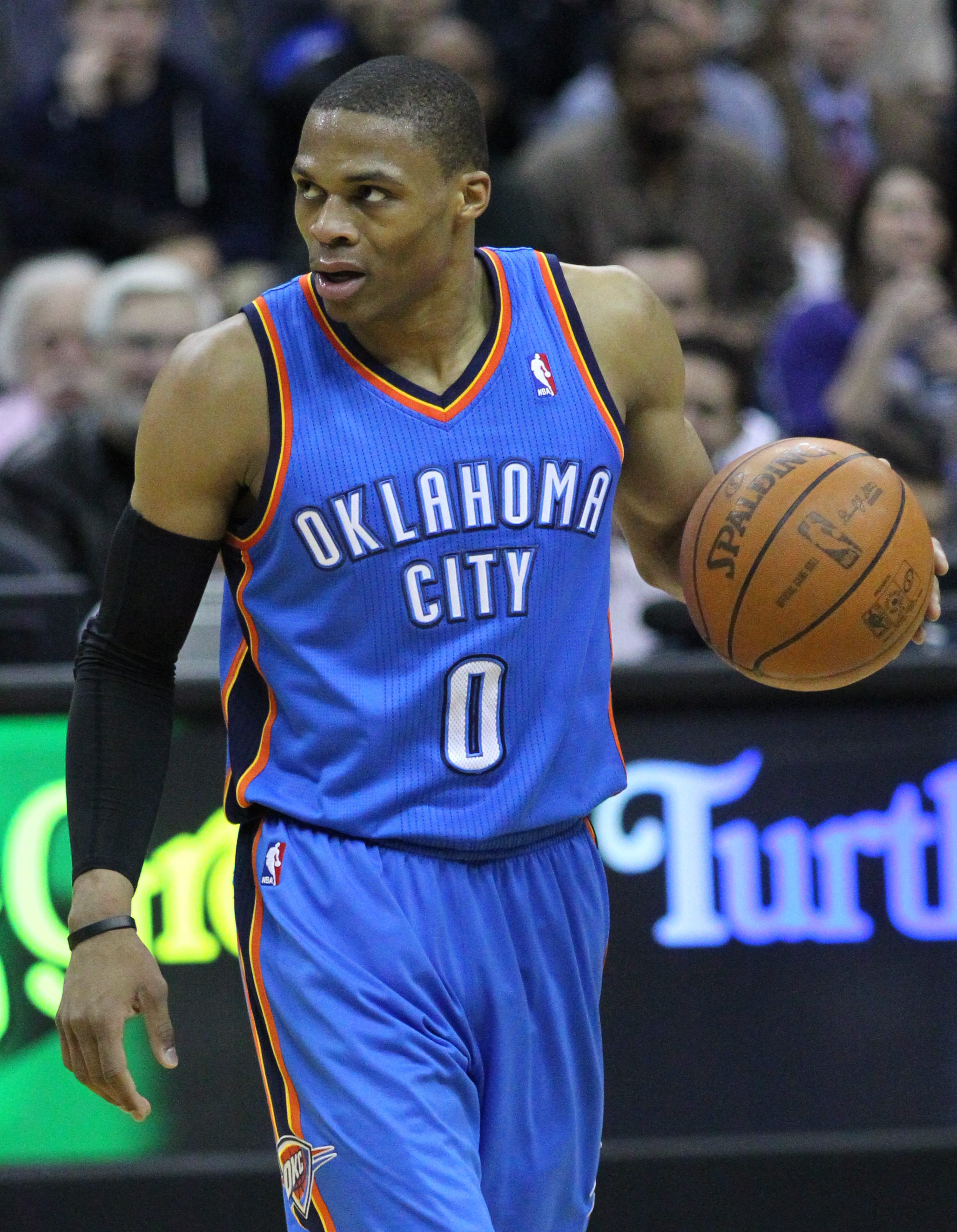
Russell Westbrook

Triple-doble es un término que en baloncesto determina la consecución, por parte de un jugador, de dobles dígitos (un mínimo de 10) en tres de las cinco categorías cuantificables (puntos, rebotes, asistencias, tapones y recuperaciones de balón).
Un ejemplo de triple-doble sería anotar 20 puntos, atrapar 10 rebotes y dar 11 asistencias.
Un tipo especial de triple-doble es el doble triple-doble, término que determina la consecución no de un mínimo de 10, sino de 20 en tres de las categorías antes citadas. En la NBA solo se ha hecho tres veces: en la primera fue Wilt Chamberlain, consiguiendo 22 puntos, 25 rebotes y 21 asistencias el 2 de febrero de 1968, la segunda fue Russell Westbrook, quién el 2 de abril de 2019 consiguió 20 puntos, 20 rebotes y 21 asistencias y el tercero fue Nikola Jokić en 2022. En el caso de Westbrook, en noviembre de 2024, alcanzó los 200 triples dobles en temporada regular, pero esta vez jugando para los Denver Nuggets. 

## NBA
- Promediar un triple-doble en una temporada. Solo tres jugadores en toda la historia de la NBA lo han conseguido:
  - Oscar Robertson con los Cincinnati Royals en la temporada 1961-62. Promedió 30,8 puntos, 12,5 rebotes y 11,4 asistencias.
  - Russell Westbrook con los Oklahoma City Thunder en la temporada 2016-17 con un promedio de 31,6 puntos, 10,7 rebotes y 10,4 asistencias y en la temporada 2017-18 promediando 25,4 puntos, 10,1 rebotes y 10,3 asistencias. También en la campaña 2018-19, Russell Westbrook volvió a promediar estos números e incluso los superó, haciendo 24,1 puntos, 11 rebotes y 10,7 asistencias. Lo volvió a repetir con los Wizards, siendo el único jugador en la historia de la NBA que lo ha conseguido 4 veces.
  - Nikola Jokić con los Denver Nuggets en la temporada 2024-25. Promedió 29,6 puntos, 12,7 rebotes y 10,2 asistencias. Nikola Jokić se convirtió en el primer pívot en promediar un triple-doble.

| ^ | Denota jugador en activo              |
| * | Elegido en el Basketball Hall of Fame |

- Líderes históricos de triples-dobles (Temporada regular)

Actualizado al 20 de abril del 2025 
| #  | Jugador                | Triple-dobles |
| -- | ---------------------- | ------------- |
| 1  | Russell Westbrook^     | 203           |
| 2  | Oscar Robertson*       | 181           |
| 3  | Nikola Jokić^          | 164           |
| 4  | Magic Johnson*         | 138           |
| 5  | LeBron James^          | 122           |
| 6  | Jason Kidd*            | 107           |
| 7  | Luka Dončić^           | 82            |
| 8  | James Harden^          | 80            |
| 9  | Wilt Chamberlain*      | 78            |
| 10 | Domantas Sabonis^      | 68            |
| 11 | Larry Bird*            | 59            |
| 12 | Giannis Antetokounmpo^ | 56            |
| 13 | Fat Lever              | 43            |
| 14 | Bob Cousy*             | 33            |
| 14 | Ben Simmons^           | 33            |
| 15 | Rajon Rondo            | 32            |
| 15 | Draymond Green^        | 32            |
| 16 | John Havlicek*         | 31            |
| 17 | Grant Hill*            | 29            |
| 18 | Michael Jordan*        | 28            |
| 19 | Elgin Baylor*          | 26            |
| 20 | Clyde Drexler*         | 25            |
| 21 | Walt Frazier*          | 23            |
| 22 | Kobe Bryant*           | 21            |
| 22 | Kareem Abdul-Jabbar*   | 21            |
| 22 | Micheal Ray Richardson | 21            |
| 22 | Kyle Lowry^            | 21            |
| 22 | Chris Webber*          | 21            |
| 23 | Charles Barkley*       | 20            |

| Puesto       | Jugador                | Triple-dobles |
| ------------ | ---------------------- | ------------- |
| 1            | Magic Johnson*         | 30            |
| 2            | LeBron James^          | 28            |
| 3            | Nikola Jokić^          | 18            |
| 4            | Russell Westbrook^     | 12            |
| 5            | Jason Kidd*            | 11            |
| 6            | Larry Bird*            | 10            |
| 6            | Rajon Rondo            | 10            |
| 6            | Draymond Green^        | 10            |
| 6            | Luka Doncic^           | 10            |
| 10           | Wilt Chamberlain*      | 9             |
| 11           | Oscar Robertson*       | 8             |
| 12           | John Havlicek*         | 5             |
| 13           | Tim Duncan*            | 4             |
| 13           | James Harden^          | 4             |
| 13           | Charles Barkley*       | 4             |
| 13           | Elgin Baylor*          | 4             |
| 13           | Walt Frazier*          | 4             |
| 13           | Scottie Pippen*        | 4             |
| 20           | Stephen Curry^         | 3             |
| 20           | Jimmy Butler^          | 3             |
| 20           | Chris Paul^            | 3             |
| 20           | Blake Griffin          | 3             |
| 20           | Ben Simmons^           | 3             |
| 20           | Giannis Antetokounmpo^ | 3             |
| 20           | Kevin Garnett*         | 3             |
| Referencias: |                        |               |

- Más triples-dobles en una temporada. Russell Westbrook, con 42 en la temporada 2016-17.
- Jugador más joven en conseguir un triple-doble. Josh Giddey con 19 años, 2 meses, y 14 días, logró un triple-doble ante los Dallas Mavericks el 2 de enero de 2022.[20]
- Jugador más veterano en conseguir un triple-doble. Karl Malone es el único jugador mayor de 40 años en conseguirlo, el 28 de noviembre de 2003, cuando hizo 10 puntos, 11 rebotes y 10 asistencias ante San Antonio Spurs.
- Triples-dobles por compañeros de equipo en un partido de temporada regular. Esto se logró solo tres veces desde 1986-1987, por Michael Jordan y Scottie Pippen (Chicago Bulls contra Los Angeles Clippers), el 3 de enero de 1989, por Vince Carter y Jason Kidd (New Jersey Nets contra Washington Wizards) el 7 de abril de 2007, y por LeBron James y Lonzo Ball (Los Angeles Lakers contra Charlotte Hornets) el 16 de diciembre de 2018. Los registros anteriores a 1986-1987 pueden revelar más casos. Además de Paul George y Russell Westbrook el 11 de febrero de 2019 y Jonas Valančiūnas y Ja Morant el 13 de agosto de 2020.

## NCAA
- Más triple-dobles en una temporada:
  - Hombres: Kyle Collinsworth (2014-15 y 2015-16 con BYU) ganó dos veces 6 triple-dobles en una temporada.[21]
  - Mujeres: Sabrina Ionescu (2018-19 con Oregon) registraron 8 triple-dobles en una temporada.[22]
- Más triple-dobles en una carrera:
  - Hombres: Kyle Collinsworth (2010-11, 2013-16 con BYU) tuvo 12 triple-dobles en su carrera.[21]
  - Mujeres: Sabrina Ionescu (2016-presente con Oregon) hasta el momento tiene 18 triple-dobles en su carrera.[22]
- Triple-dobles en el Torneo de la NCAA: La NCAA comenzó a contabilizar las asistencias en 1984, o los tapones y robos en 1986, así que oficialmente esto solo ha ocurrido nueve veces. Sin embargo, en ocasiones estos apartados estadísticos sí se han contabilizado, por lo que no oficialmente ha ocurrido en 17 ocasiones.[23] Se han incluido solo dos triple-dobles anteriores a 1986 en la siguiente clasificación.

Nombres de equipos y banderas según la época.
| Nombre           | Equipo         | Marcador | Rival          | Ronda            | Fecha     | Minutos jugados | Pts. | Reb. | Ast. | Rob. | Tap. | Ref.   |
| ---------------- | -------------- | -------- | -------------- | ---------------- | --------- | --------------- | ---- | ---- | ---- | ---- | ---- | ------ |
| Oscar Robertson  | Cincinnati     | 98–85    | Louisville     | 3.er y 4º puesto | 21/3/1959 | 39              | 39   | 17   | 10   | —    | —    | [ 24 ] |
| Magic Johnson    | Michigan State | 101–67   | Penn           | Final Four       | 24/3/1979 | 35              | 29   | 10   | 10   | 3    | 0    | [ 24 ] |
| Gary Grant       | Michigan       | 97–109   | North Carolina | 2.ª ronda        | 14/3/1987 | 39              | 24   | 10   | 10   | 1    | 0    | [ 25 ] |
| Shaquille O'Neal | LSU            | 94–83    | BYU            | 1.ª ronda        | 19/3/1992 | 31              | 26   | 13   | 4    | 1    | 11   | [ 24 ] |
| David Cain       | St. John's     | 85–67    | Texas Tech     | 1.ª ronda        | 18/3/1993 | 37              | 12   | 11   | 11   | 1    | 0    | [ 26 ] |
| Andre Miller     | Utah           | 76–51    | Arizona        | Elite Eight      | 21/3/1998 | 36              | 18   | 14   | 13   | 2    | 1    | [ 24 ] |
| Dwyane Wade      | Marquette      | 83–69    | Kentucky       | Elite Eight      | 29/3/2003 | 35              | 29   | 11   | 11   | 1    | 4    | [ 24 ] |
| Cole Aldrich     | Kansas         | 60–43    | Dayton         | 2.ª ronda        | 22/3/2009 | 31              | 13   | 20   | 1    | 0    | 10   | [ 27 ] |
| Draymond Green   | Michigan State | 76–78    | UCLA           | 1.ª ronda        | 17/3/2011 | 37              | 23   | 11   | 10   | 4    | 0    | [ 28 ] |
| Draymond Green   | Michigan State | 89–67    | Long Island    | 2.ª ronda        | 16/3/2012 | 35              | 24   | 12   | 10   | 1    | 0    | [ 29 ] |
| Ja Morant        | Murray State   | 83–64    | Marquette      | 1.ª ronda        | 21/3/2019 | 39              | 17   | 11   | 16   | 0    | 0    | [ 30 ] |

## Euroliga
Para más detalle véase Estadísticas de la Euroliga
A lo largo de la competición únicamente siete jugadores ha sido capaces de obtener dobles dígitos —un mínimo de diez— en al menos tres de las categorías estadísticas de puntos, rebotes, tapones, asistencias o recuperaciones. Cabe sin embargo destacar la dificultad en Europa de conseguir dicho registro debido a la duración de los encuentros, con ocho minutos menos que en comparación con la NBA, origen de dicho registro estadístico, y en donde la contabilidad de las asistencias sigue diferentes criterios. Es por ello que en la competición un doble-doble sea el dato que más se registra.
El primero en conseguir, sin embargo, un triple-doble desde que se tienen registros fue el estadounidense Keith Williams quien bajo el formato de Liga Europea FIBA logró dobles dígitos en anotación, rebotes y asistencias para la victoria del Wrocławski Klub Sportowy Śląsk Wrocław por 85-124 frente al BC Dinamo Tbilisi en la primera ronda. Bajo el actual formato de Euroliga ULEB únicamente lo han conseguido el croata Nikola Vujčić (quien es además el único en lograrlo más de una vez), jugando para el Maccabi Tel Aviv Basketball Club y el griego Nick Calathes jugando para el Panathinaikos B.C.
Varios jugadores destacan también como los que más cerca estuvieron de conseguir un triple-doble en la competición, fallando mínimamente en alguno de los apartados. Nadie a fin de 2019 ha conseguido algún registro superior a los citados.
Nota: En negrita jugadores en activo en la competición. Registros anteriores a la temporada 1992-93 desconocidos. Nombres de equipos y banderas según la época.
| Pos.                                                                             | Jugador         | Triple-Doble | Triple-Doble | Triple-Doble | Triple-Doble | Triple-Doble | Encuentro (Marcador)   | Encuentro (Marcador) | Encuentro (Marcador)   | Encuentro (Marcador) |
| Pos.                                                                             | Jugador         | Pts.         | Reb.         | Tap.         | Ass.         | Rec.         | Encuentro (Marcador)   | Encuentro (Marcador) | Encuentro (Marcador)   | Encuentro (Marcador) |
| -------------------------------------------------------------------------------- | --------------- | ------------ | ------------ | ------------ | ------------ | ------------ | ---------------------- | -------------------- | ---------------------- | -------------------- |
| 1                                                                                | Keith Williams  | 30           | 10           | ?            | 16           | 2            | B. C. Dinamo           | 85–124               | W. K. S. Śląsk Wrocław | 16-9-1992            |
| 2                                                                                | Vasilij Karasëv | 21           | 10           | ?            | 10           | 1            | P. B. K. TSSKA         | 95–65                | K. A. E. Olympiakós    | 9-3-1995             |
| 3                                                                                | Bill Edwards    | 24           | 15           | -            | 10           | 3            | K. A. E. PAOK          | 83–76                | Cholet Basket          | 29-9-1999            |
| 4                                                                                | Derrick Phelps  | 11           | 10           | -            | 12           | 3            | Alba Berlín            | 88–77                | K. A. E. Iraklís       | 29-3-2001            |
| 5                                                                                | Nikola Vujčić   | 11           | 12           | 1            | 11           | 2            | Maccabi Tel Aviv B. C. | 95–68                | S. T. K. Sopot         | 3-11-2005            |
| 6                                                                                | Nikola Vujčić   | 27           | 10           | -            | 10           | 1            | Maccabi Tel Aviv B. C. | 110–87               | K. K. Union Olimpija   | 30-11-2006           |
| 7                                                                                | Nick Calathes   | 11           | 12           | ?            | 18           | ?            | Panathinaikos B.C.     | 87–67                | KK Budućnost Podgorica | 4-4-2019             |
| Estadísticas actualizadas hasta el último partido jugado el 14 de enero de 2020. |                 |              |              |              |              |              |                        |                      |                        |                      |

## Triple doble en acb
En la Liga ACB 6 jugadores han conseguido un triple doble: George Singleton, Mike Smith, Nacho Suárez, Dejan Tomašević, Luka Dončić y Fran Vázquez.